# Енал, Ульви
Ульви Зия Енал (тур. Ulvi Ziya Yenal; 10 апреля 1908, Салоники, Османская империя — 26 мая 1993, Стамбул) — турецкий футболист, вратарь и нападающий, тренер и спортивный функционер.

## Биография
Ульви Енал родился 10 апреля 1908 года в городе Салоники в Османской империи (сейчас в Греции).
Начал заниматься футболом в Галатасарайском лицее. В 1925—1933 годах выступал за «Галатасарай» на позиции вратаря, но в некоторых матчах играл в нападении. Четыре раза был чемпионом Стамбульской лиги (1926—1927, 1929, 1931). В сезоне-1930/1931 забил 13 мячей в 10 матчах, став лучшим снайпером команды. В 1926 году выигрывал «Ёзел мач» в составе «Истанбул Мухтелити».
В 1933 году покинул «Галатасарай» и основал клуб «Гюнеш».
В 1926—1928 годах провёл 6 матчей за сборную Турции.
В 1928 году вошёл в состав сборной Турции по футболу на летних Олимпийских играх в Амстердаме, поделивший 9-16-е места. Играл на позиции вратаря, сыграл в единственном матче команды против Египта (1:7).
В 1935 году окончил факультет экономики и бизнеса университета Мраморного моря.
В 1948 году тренировал сборную Турции на летних Олимпийских играх в Лондоне, с которой в 1/8 финала победил сборную Китая (4:0) и в 1/4 финала уступил Югославии (1:3).
В 1949—1952 и 1954 годах был президентом Федерации футбола Турции. В 1953—1954 и 1962—1965 годах занимал пост президента «Галасатарая».
Работал спортивным управленцем в государственных учреждениях. Писал статьи в газетах «Ени» и «Теркуман». Автор книги «Футбол», опубликованной в 1943 году.
Умер 26 мая 1993 года в турецком городе Стамбул. Похоронен на кладбище Зинджирликую в Стамбуле.

## Достижения

### В качестве игрока
Галатасарай
- Чемпион Стамбульской лиги (4): 1926, 1927, 1929, 1931.